# 1984 au cinéma
| Années du cinéma : 1981 - 1982 - 1983 - 1984 - 1985 - 1986 - 1987    |
| Décennies du cinéma : 1950 - 1960 - 1970 - 1980 - 1990 - 2000 - 2010 |

Cet article présente les faits marquants de l'année 1984 au cinéma.

## Événements
- SOS Fantômes (Ghostbusters) d'Ivan Reitman devient numéro 1 au box-office.
- Dune est pour la première fois adapté au cinéma, par David Lynch.
- Mia Nygren succède à Sylvia Kristel dans Emmanuelle 4.
- Arnold Schwarzenegger a donné naissance à une saga ultra connue : Terminator
- Les griffes de la nuit qui donne naissance au personnage de Freddy Krueger

## Principales sorties en salles enFrance
- 4 janvier : Et vogue le navire… (E la nave va...), film franco-italien de Federico Fellini.
- 11 janvier : Passion, Prénom Carmen, Retenez-moi... ou je fais un malheur !, Ronde de nuit
- 18 janvier : P'tit Con
- 25 janvier : Le Joli cœur
- 1er février : To Be or Not to Be, Brainstorm, L'Éducation de Rita
- 8 février : Tricheurs, La Ville brûlée (première sortie en Espagne en 1976)
- 15 février : Rusty James, Le Garde du corps, Emmanuelle 4
- 22 février : À mort l'arbitre
- 7 mars : Dead Zone, Scarface, Les Copains d'abord, Daniel
- 14 mars : L'Enfer de la violence, Local Hero, Carmen
- 21 mars : Second Chance, Polar, Mauvaise Conduite
- 28 mars : Les Morfalous
- 4 avril : L'Addition, Tendres Passions, The Wiz
- 11 avril : Aldo et Junior, William Burroughs, New York Nights
- 18 avril : Viva la vie !, Osterman week end
- 25 avril : L'Étoffe des héros
- 2 mai : Le Sang des autres, La Forteresse noire
- 16 mai : La Femme publique, Vidéodrome
- 23 mai : Il était une fois en Amérique, Contre toute attente
- 30 mai : Mister Mom
- 6 juin : Pinot simple flic
- 13 juin : Under Fire
- 20 juin : Bonjour les vacances
- 27 juin : Le Bounty, Les Pirates de l'île sauvage, Utu
- 4 juillet : À la poursuite du diamant vert
- 18 juillet : New York, deux heures du matin
- 22 août : Le Bon roi Dagobert de Dino Risi, Le Retour de l'inspecteur Harry
- 29 août : La Smala, Les Nuits de la pleine lune, Conan le Destructeur, À coups de crosse
- 5 septembre : La Garce, Le Tartuffe, Hotel New Hampshire, L'Amour à mort, Tir à vue, La Faute à Rio, Police Academy
- 12 septembre : Indiana Jones et le Temple maudit, Besoin d'amour
- 19 septembre : Les Ripoux, Paris, Texas, Le Meilleur
- 3 octobre : Broadway Danny Rose, Maria's Lovers, Greystoke, la légende de Tarzan
- 10 octobre : Le Jumeau, Supergirl
- 17 octobre : Marche à l'ombre
- 24 octobre : Souvenirs, Souvenirs, Joyeuses Pâques, Côté cœur, côté jardin, Splash
- 31 octobre : Rive droite, rive gauche, Les Yeux, la bouche, The Hit, Amadeus
- 7 novembre : Cal
- 14 novembre : Les Rues de feu
- 21 novembre : L'Histoire sans fin, Boy Meets Girl
- 28 novembre : La Vengeance du serpent à plumes, A Christmas Story
- 5 décembre : Gremlins, Nemo
- 12 décembre : SOS Fantômes, Un été d'enfer, Sauvage et Beau
- 19 décembre : Le Matelot 512

## Festivals

### Cannes
- Palme d'or : Paris, Texas de Wim Wenders
- voir : festival de Cannes 1984

### Autres festivals
- x

## Récompenses

### Oscars
- Meilleur film : Amadeus de Miloš Forman
- Meilleure actrice : Sally Field, les Saisons du cœur (Places in the Heart)
- Meilleur acteur : F. Murray Abraham, Amadeus
- Meilleur second rôle féminin : Peggy Ashcroft, la Route des Indes (A Passage to India)
- Meilleur second rôle masculin : Haing S. Ngor, la Déchirure (The Killing Fields)
- Meilleur réalisateur : Miloš Forman, Amadeus
- Meilleur film étranger : La Diagonale du fou (Suisse), Richard Dembo
- Meilleure musique de film : Michel Legrand, Yentl de Barbra Streisand

### Césars
- Meilleur film : Le Bal de Ettore Scola ex æquo avec À nos amours de Maurice Pialat
- Meilleur réalisateur : Ettore Scola pour Le Bal
- Meilleur acteur : Coluche dans Tchao pantin
- Meilleure actrice : Isabelle Adjani dans L'Été meurtrier
- Meilleur second rôle masculin : Richard Anconina dans Tchao pantin
- Meilleur second rôle féminin : Suzanne Flon dans L'Été meurtrier
- Meilleur film étranger : Fanny et Alexandre de Ingmar Bergman

### Golden Globes
- Meilleure réalisation : Barbra Streisand, pour Yentl
- Meilleur film musical ou comédie : Yentl de Barbra Streisand

### Autres récompenses
- Prix Romy-Schneider : Christine Boisson

## Box-Office

### France
| Class.                     | Titre                             | Pays                  | Réalisateur      | Box-Office France |
| -------------------------- | --------------------------------- | --------------------- | ---------------- | ----------------- |
| 1.                         | Marche à l'ombre                  |                       | Michel Blanc     | 6 168 425 entrées |
| 2.                         | Les Ripoux                        |                       | Claude Zidi      | 5 882 397 entrées |
| 3.                         | Indiana Jones et le Temple maudit | États-Unis d'Amérique | Steven Spielberg | 5 684 090 entrées |
| 4.                         | Amadeus                           | États-Unis d'Amérique | Miloš Forman     | 4 585 292 entrées |
| 5.                         | Les Morfalous                     |                       | Henri Verneuil   | 3 074 481 entrées |
| Source : cbo-boxoffice.com |                                   |                       |                  |                   |

## Principales naissances
- 28 juillet - John David Washington
- 5 septembre - Annabelle Wallis
- 10 septembre - Alban Ivanov
- 18 octobre - Freida Pinto
- 15 novembre - Asia Kate Dillon
- 19 novembre - Sarah Stern
- 22 novembre - Scarlett Johansson
- 25 novembre - Gaspard Ulliel († 19 janvier 2022)
- 23 décembre - Alison Sudol

## Principaux décès

### Premier trimestre
- 20 janvier : Johnny Weissmuller, sportif et acteur américain (° 2 juin 1904)
- 5 février : El Santo, 66 ans, lutteur mexicain de lucha libre et acteur de cinéma fantastique (° 23 septembre 1917).
- 5 mars : 
  - Gérard Lebovici, producteur et éditeur français (° 25 août 1932)
  - William Powell, acteur américain (° 29 juillet 1892)

### Deuxième trimestre
- 13 mai : Pierre Bertin, acteur français

### Troisième trimestre
- 5 août : Richard Burton, acteur britannique
- 17 août : Richard Basehart, acteur américain
- 14 septembre : Janet Gaynor, actrice américaine

### Quatrième trimestre
- 21 octobre : François Truffaut, cinéaste français
- 25 octobre : Pascale Ogier, actrice française
- 24 décembre : Peter Lawford, acteur et producteur anglo-américain
- 28 décembre : Sam Peckinpah, réalisateur américain